# Булгаковский, Дмитрий Гаврилович
Дмитрий Гаврилович Булгаковский (1843 — после 1918) — российский писатель, историк и фольклорист, православный священник.

## Биография
Дмитрий Булгаковский родился 12 сентября 1843 года в Российской Империи, в городе Елец Орловской губернии, в семье Гавриила и Екатерины Булгаковских. Отец был псаломщиком местной Предтеченской церкви. Духовное образование Дмитрий начал в Орловской Духовной Семинарии, но после кончины отца лишился средств к существованию, и поэтому оставил учебу.
После скитаний и последующего преподавания в Белоруссии в должности наставника Зачистского народного училища (1864), продолжил учебу в Минской Духовной Семинарии, куда его приняли на полное казенное содержание. Во время учебы там Дмитрий стал иподиаконом Преосвященного Михаила, и в течение двух лет выполнял обязанности «книгодержца». В 1869 году Булгаковский успешно окончил полный семинарский курс, имея почетное звание студента.
26 октября 1869 года состоялось венчание Дмитрия с выпускницей Минского училища девиц духовного звания Ольгой Васильевной, 17-ти лет. Венчание совершили в Георгиевской церкви местечка Романово Слуцкого уезда, в приходе отца невесты, настоятеля о. Василия Терравского (ск. в 1886).
23 ноября 1869 года епископ Минский и Бобруйский, Преосвященный Александр (Добрынин) рукоположил Дмитрия Булгаковского во диакона, в домовой Архиерейской церкви, а 30 ноября, там же, в сан священника. Первым местом служения священника о. Дмитрия была Успенская церковь села Морочь Мозырского уезда. Менее чем через год о. Дмитрия перевели в Пинск. С августа 1870 года по февраль 1874 года служил в Пинском Федоровском кафедральном соборе (Федоровская соборная) в качестве священника. В Пинске родились сын Николай, дочери Лидия и Мария.
Стоял у истоков народного движения за трезвость в Гродненской губернии в 1889-1914 гг. Будучи священником в Свислочи, а затем в Волковыске, он одновременно исполнял обязанности законоучителя, преподавателя русского и церковнославянского языков в Свислочской учительской семинарии и в Волковысском уездном училище. Серьёзные занятия Булгаковского, общение с простым народом сделали его имя популярным на Гродненщине.
С 1898 года жил в Петербурге как вольный священник. Здесь активно включился во всероссийское трезвенное движение. Был одним из организаторов «Санкт-Петербургского попечительства о народной трезвости».
В 1900 году на Парижской всемирной выставке его наградили серебряной медалью за литературно-художественный альбом «Эхо. Пьянство и его последствия». По проблеме алкоголизации им было опубликовано несколько книг, в том числе «На помощь», «Вино на Руси», «Как я перестал пить», «Горькая правда о пьянстве», «Как отказаться от спиртных напитков» и другие.

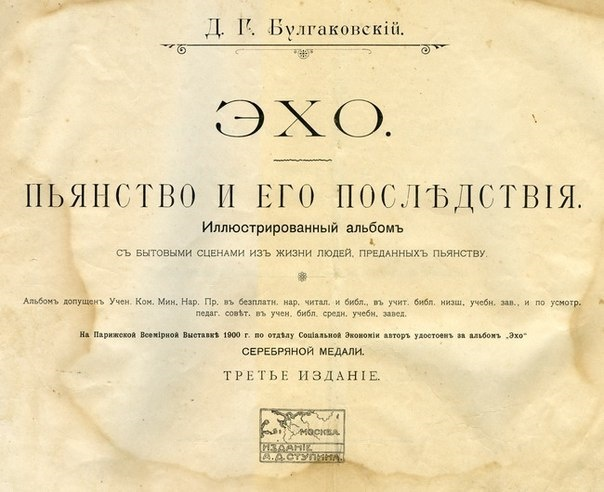

Длительное время издавал журнал «Всероссийский вестник трезвости».
По некоторым данным, в 1902 году сложил с себя священный сан.